# Gerardamolen
De Gerardamolen is een windmolen in het Limburgse dorp Heijen, in de Nederlandse gemeente Gennep. De molen is een korenmolen, van het type beltmolen. De molen verving in 1950 een eerdere molen die op dezelfde plek stond.
De huidige molen is omstreeks 1850 gebouwd als poldermolen en in die functie heeft hij tot 1913 in het Friese Engwirden dienstgedaan. Daarna is de molen verplaatst naar het Gelderse Hierden, waar hij tot 1949 als bovenbouw van een beltkorenmolen heeft gestaan.
De vroegere molen in Heijen was een stenen exemplaar dat van 1861 tot 1863 was gebouwd. In 1925 sloeg deze molen tijdens een zware storm op hol en brandde vervolgens uit. Daarna werd de molen herbouwd, maar in 1944, tijdens de Tweede Wereldoorlog, is de molen door de Duitse troepen opgeblazen.
Na de herbouw werd op de molen tot 1966 bedrijfsmatig gemalen en wel door molenaar Kessels. De molen is dan ook vernoemd naar zijn echtgenote. Daarna is de molen verkocht aan de gemeente Gennep, die in 1976 een omvangrijke restauratie liet uitvoeren. De gemeente Gennep heeft de molen in erfpacht overgedragen aan de molenstichting gemeente Gennep.
De Gerardamolen is op zaterdagmiddag van 13.00-16.00 uur te bezichtigen.